# Doldige Gänsekresse
Die Doldige Gänsekresse (Arabis ciliata) ist eine Pflanzenart aus der Gattung der Gänsekressen (Arabis) innerhalb der Familie der Kreuzblütler (Brassicaceae).

## Beschreibung

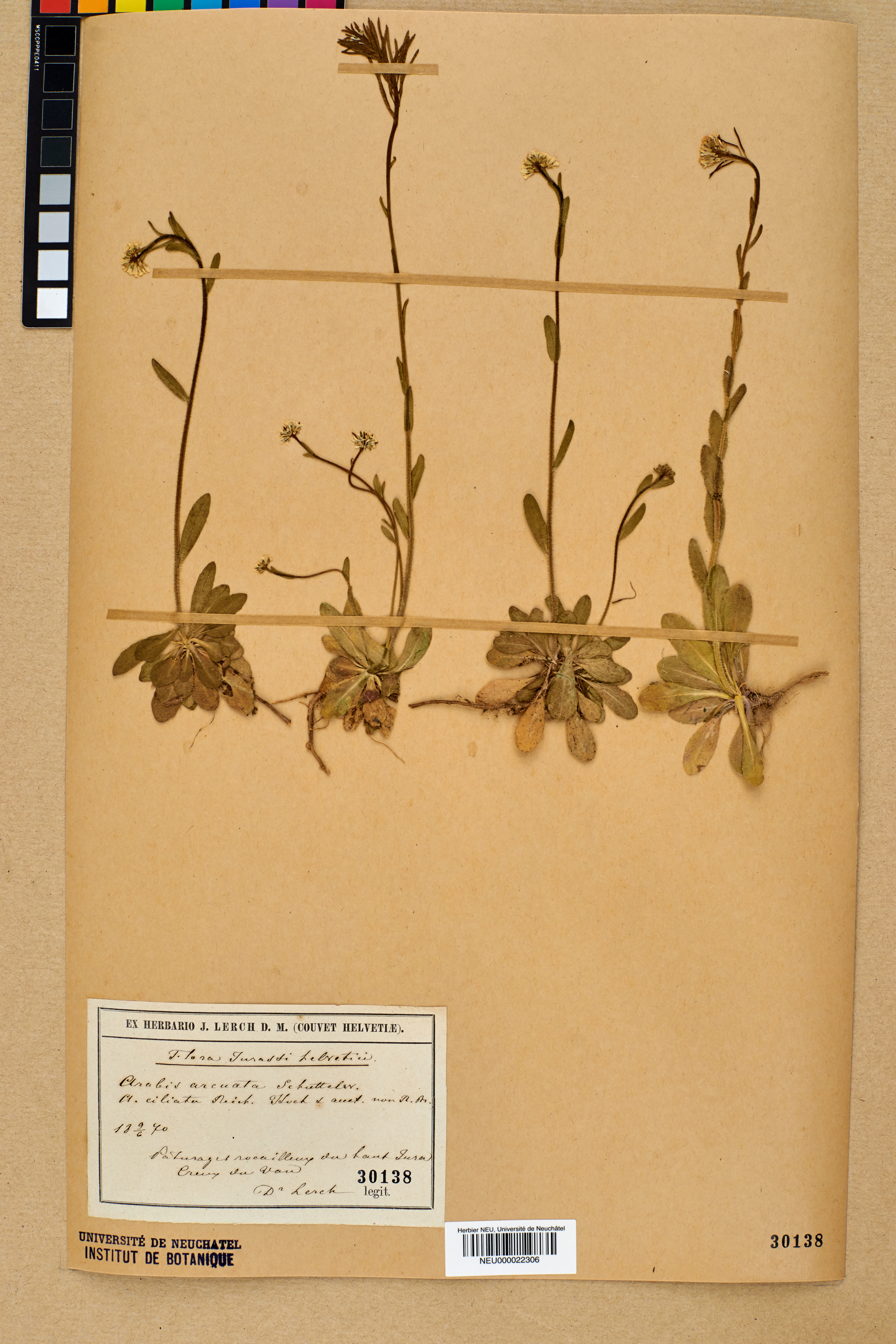
Herbarbeleg

### Vegetative Merkmale
Die Doldige Gänsekresse ist eine ausdauernde, krautige Pflanze und erreicht Wuchshöhen von 6 bis 20, selten bis 35 Zentimetern. Die meist mehreren Stängel sind aufrecht oder aufsteigend, einfach oder ästig und von längeren einfachen waagrecht abstehenden Haaren und von kürzeren zweistrahligen, selten mehrstrahligen Haaren rau. Die grundständigen Blätter sind länglich verkehrt eiförmig und in einen kurzen Stiel verschmälert. Sie sind ganzrandig oder spärlich und unregelmäßig kurz gezähnt und von einfachen und Gabelhaaren rau. Drei- und mehrstrahlige Haare fehlen oder finden sich zerstreut am Blattrand. Die Stängelblätter sitzen mit abgerundetem oder verschmälertem Grund.

### Generative Merkmale
Die Blütezeit reicht von Mai bis Juli. In einem ± überhängenden, anfangs doldentraubigen, später durch Streckung der Blütenstandsachse bis zur Fruchtreife, traubigen Blütenstand befinden sich 15 bis 25 Blüten.
Die zwittrige Blüte ist vierzählig mit doppelter Blütenhülle. Die vier Kelchblätter sind 2 bis 2,5 Millimeter lang, kahl, schmal weiß hautrandig und an der Spitze häufig violett. Die vier Kronblätter sind 3,5 bis 5 Millimeter lang und weiß. Sie sind schmal länglich verkehrt eiförmig und ziemlich rasch in den Nagel verschmälert. Die längeren Staubblätter sind 3 Millimeter lang.
Der Fruchtstiel 3 bis 5 Millimeter lang. Die abstehende Schote ist, zusammengedrückt und 1,6 bis 2,2 Zentimeter lang, und 1 bis 1,3 Millimeter breit. Die Fruchtklappen sind flach, über den Samen leicht höckrig, die Mittelader ist schwach ausgeprägt. Der Griffel ist 0,5 Millimeter lang. Die Samen sitzen in einer Reihe, springen also bis zur Mitte der Scheidewand vor und bilden eine Längszeile. Die Samen sind nicht geflügelt.
Die Chromosomenzahl beträgt 2n = 16.

## Ökologie
Die Bestäubung erfolgt durch Insekten oder Selbstbestäubung.
Als Blütenbesucher wurden Honigbienen, Tagfalter, Schwebfliegen und Musciden beobachtet.

## Vorkommen
Die Doldige Gänsekresse gedeiht in den Pyrenäen, im Apennin, den Alpen und andere Gebirgen Mitteleuropas und der Balkanhalbinsel. Es gibt Fundortangaben für die Länder Deutschland, Österreich, die Schweiz, Italien, Frankreich, Andorra, Spanien, Polen, Slowenien, Kroatien, Bosnien und Herzegowina, Montenegro, Albanien, Bulgarien, Rumänien sowie Belarus.
Die Doldige Gänsekresse kommt in den Alpen verbreitet vor, in den Voralpen ist sie selten. Sie wächst auf Matten, in subalpinen und alpinen Steinrasen und in feinem Gesteinsschutt. Sie kommt bevorzugt auf frischen, kalkhaltigen, steinigen Böden in der montanen bis alpinen Höhenstufe vor. In den Allgäuer Alpen steigt sie auf dem Plateau des Großen Daumen in Bayern bis zu einer Höhenlage von 2200 Metern auf. Nach Josias Braun-Blanquet kommt sie in Graubünden in Höhenlagen von 250 bis 2780 Metern vor.
Pflanzensoziologisch ist sie eine Charakterart der Ordnung Seslerietalia albicantis.
Die ökologischen Zeigerwerte nach Landolt et al. 2010 sind in der Schweiz: Feuchtezahl F = 3 (mäßig feucht), Lichtzahl L = 4 (hell), Reaktionszahl R = 4 (neutral bis basisch), Temperaturzahl T = 2+ (unter-subalpin und ober-montan), Nährstoffzahl N = 2 (nährstoffarm), Kontinentalitätszahl K = 4 (subkontinental).

## Taxonomie
Die Erstbeschreibung von Arabis ciliata erfolgte 1811 durch Joseph Philippe de Clairville in Manuel d’herborisation en Suisse et en Valais, S. 222. Synonyme für Arabis ciliata Clairv. sind: Arabis arcuata Shuttlew., Arabis corymbiflora Vest, Dollineria ciliata Saut.